# Kilimanjaro nationalpark

Kilimanjaro nationalpark ligger i norra Tanzania nära staden Moshi  längs gränsen till Kenya och har en yta på 1668 km². 1987 upptogs nationalparken på Unescos världsarvslista.

## Geografi
Parken ligger runt den utslocknade vulkanen Kilimanjaro, som är Afrikas högsta med sina 5 895 meter och dessutom den största vulkanen i världen. Berget har vulkaniska koner, Kibo, Mawenzi och Shira. Kibos topp är den högsta och heter Uhuru.

## Historia
Under tidigt 1900-tal blev berget Kilimanjaro, med omgivande skogar, viltreservat under det dåvarande protektoratet Tyska Östafrika. 1921 kungjordes samma område som skogsreservat av britterna då de fått Tanganyika som mandatområde av Nationernas Förbund. Delar av området (755 km²) blev nationalpark 1973. 1987 upptogs nationalparken på Unescos världsarvslista. 2005 utökades nationalparksområdet så att det därefter omfattar 1668 km².

## Djurliv
Inom nationalparken finns vegetationszoner som går från tropiskt till alpint klimat. Parken är rik på djurarter med 140 olika däggdjur. De däggdjur som ses i parken är träddassar, grådykare, eland, buskbock, nataldykare, afrikansk buffel, elefant, diademmarkatta, galagoer och leopard.

## Miljöförändringar
Sedan 1962 har Kilimanjaros glaciärer minskat med 55 procent och har förlorat det mesta av sitt permanenta istäcke. Detta påverkar floderna som får sitt vatten från Kilimanjaro.

## Säsong
Varmast och bäst sikt är det från december till februari. Det är också torrt, men kallare, mellan juli och september.

## Kommunikationer
Parken ligger 128 km från Arusha och ungefär en timmes bilkörning från Kilimanjaros flygplats.